# Coates Golf Championship
Het Coates Golf Championship is een jaarlijks golftoernooi voor vrouwen, dat deel uitmaakt van de LPGA Tour. Het toernooi werd opgericht in 2015 en vindt sindsdien plaats op de Golden Ocala Golf & Equestrian Club in Ocala, Florida.
Het toernooi wordt over vier dagen gespeeld in een strokeplay-formule en na de tweede dag wordt de cut wordt toegepast.

## Winnaressen
| Jaar | Winnares     | Score | Score | Info |
| ---- | ------------ | ----- | ----- | ---- |
| 2015 | Na Yeon Choi | 272   | –16   |      |

| Toernooirecord |  | po = winnares na play-off |